# Rally de Suecia de 2012
El Rally de Suecia de 2012 fue la edición 60.ª y la segunda ronda de la temporada 2012 del Campeonato Mundial de Rally. Se disputó entre el 9 y el 12 de febrero, con un total de 360,11 km cronometrados repartidos en 24 tramos. La victoria fue para el finlandés Jari-Matti Latvala que lograba de esta manera, su segunda victoria en Suecia y la sexta de su carrera. Segundo fue Mikko Hirvonen y tercero Mads Ostberg.
El rally comenzó con un scratch del español Dani Sordo, que posteriormente en el tramo octavo abandonaría por avería en el motor. Posteriormente Latvala e Hirvonen se pelearían por la victoria, que se la adjudicaría Latvala, que tuvo que defenderla hasta el final, ya que pinchó una rueda y ganaría tan solo con una distancia de 16 segundos sobre Hirvonen. Sebastien Loeb quedaría fuera de carrera al quedar atrapado en la nieve, el primer día en el séptimo tramo, y que finalmente pudo escalar hasta la sexta plaza y ganar tres puntos más con la victoria en el Power Stage. Petter Solberg perdió la tercera plaza del podio en favor de Mads Ostberg tras pinchar en el mismo punto que Latvala.

## Itinerario y ganadores
| Día              | Tramo | Hora  | Tramo                   | Distancia | Ganador                         | Tiempo  | Vel. media  | Líder rally        |
| ---------------- | ----- | ----- | ----------------------- | --------- | ------------------------------- | ------- | ----------- | ------------------ |
| Día 1 (9–10 feb) | SS1   | 20:04 | SSS Karlstad 1          | 1.90 km   | Dani Sordo                      | 1:34.2  | 72.61 km/h  | Dani Sordo         |
| Día 1 (9–10 feb) | SS2   | 8:04  | Mitandersfors           | 27.07 km  | Mads Østberg Jari-Matti Latvala | 14:13.0 | 115.60 km/h | Mads Østberg       |
| Día 1 (9–10 feb) | SS3   | 9:28  | Opaker 1                | 20.17 km  | Sébastien Loeb                  | 10:45.8 | 112.44 km/h | Jari-Matti Latvala |
| Día 1 (9–10 feb) | SS4   | 10:03 | Kirkener 1              | 7.10 km   | Mikko Hirvonen                  | 5:41.0  | 74.96 km/h  | Jari-Matti Latvala |
| Día 1 (9–10 feb) | SS5   | 10:38 | Finnskogen 1            | 20.97 km  | Mikko Hirvonen                  | 11:57.2 | 105.25 km/h | Mikko Hirvonen     |
| Día 1 (9–10 feb) | SS6   | 12:48 | Opaker 2                | 20.17 km  | Sébastien Loeb                  | 10:30.1 | 115.24 km/h | Mikko Hirvonen     |
| Día 1 (9–10 feb) | SS7   | 13:23 | Kirkener 2              | 7.10 km   | Mikko Hirvonen                  | 5:34.9  | 76.32 km/h  | Mikko Hirvonen     |
| Día 1 (9–10 feb) | SS8   | 13:58 | Finnskogen 2            | 20.97 km  | Jari-Matti Latvala              | 11:48.3 | 106.58 km/h | Jari-Matti Latvala |
| Día 1 (9–10 feb) | SS9   | 16:05 | Torsby                  | 19.21 km  | Petter Solberg                  | 9:51.5  | 116.91 km/h | Jari-Matti Latvala |
| Día 1 (9–10 feb) | SS10  | 19:20 | SSS Karlstad 2          | 1.90 km   | Petter Solberg                  | 1:32.6  | 73.87 km/h  | Jari-Matti Latvala |
| Día 2 (11 feb)   | SS11  | 7:58  | Vargåsen 1              | 24.63 km  | Jari-Matti Latvala              | 12:08.6 | 121.70 km/h | Jari-Matti Latvala |
| Día 2 (11 feb)   | SS12  | 9:46  | Sågen 1                 | 14.23 km  | Jari-Matti Latvala              | 7:32.4  | 113.24 km/h | Jari-Matti Latvala |
| Día 2 (11 feb)   | SS13  | 10:46 | Fredriksberg 1          | 18.15 km  | Mikko Hirvonen                  | 10:26.4 | 104.31 km/h | Jari-Matti Latvala |
| Día 2 (11 feb)   | SS14  | 12:03 | Hagfors Sprint 1        | 1.87 km   | Ott Tänak                       | 1:52.3  | 59.95 km/h  | Jari-Matti Latvala |
| Día 2 (11 feb)   | SS15  | 13:46 | Vargåsen 2              | 24.63 km  | Jari-Matti Latvala              | 13:02.6 | 113.30 km/h | Jari-Matti Latvala |
| Día 2 (11 feb)   | SS16  | 15:34 | Sågen 2                 | 14.23 km  | Jari-Matti Latvala              | 7:22.8  | 115.69 km/h | Jari-Matti Latvala |
| Día 2 (11 feb)   | SS17  | 16:34 | Fredriksberg 2          | 18.15 km  | Mikko Hirvonen                  | 10:26.7 | 104.26 km/h | Jari-Matti Latvala |
| Día 2 (11 feb)   | SS18  | 17:51 | Hagfors Sprint 2        | 1.87 km   | Ott Tänak Sébastien Loeb        | 1:58.0  | 57.05 km/h  | Jari-Matti Latvala |
| Día 3 (12 feb)   | SS19  | 8:34  | Lesjöfors 1             | 15.00 km  | Jari-Matti Latvala              | 9:10.3  | 98.13 km/h  | Jari-Matti Latvala |
| Día 3 (12 feb)   | SS20  | 9:10  | Rämmen 1                | 22.76 km  | Jari-Matti Latvala              | 11:47.1 | 115.88 km/h | Jari-Matti Latvala |
| Día 3 (12 feb)   | SS21  | 9:59  | Hagfors 1               | 4.66 km   | Mads Østberg                    | 3:05.2  | 90.58 km/h  | Jari-Matti Latvala |
| Día 3 (12 feb)   | SS22  | 12:08 | Lesjöfors 2             | 15.00 km  | Mads Østberg                    | 9:00.8  | 99.85 km/h  | Jari-Matti Latvala |
| Día 3 (12 feb)   | SS23  | 12:44 | Rämmen 2                | 22.76 km  | Jari-Matti Latvala              | 11:40.7 | 116.93 km/h | Jari-Matti Latvala |
| Día 3 (12 feb)   | SS24  | 14:11 | Hagfors 2 (Power stage) | 4.66 km   | Sébastien Loeb                  | 2:58.7  | 93.88 km/h  | Jari-Matti Latvala |

## Clasificación final
- El podio estaba formado por: Latvala, Hirvonen y Østberg.[5]
- Los pilotos Loeb, Solberg y Latvala sumaron, 3, 2 y 1 punto extra respectivamente en el Power Stage.
- En total 42 participantes finalizaron el rally.
- Per-Gunnar Andersson fue el ganador en la categoría SWRC.

| Pos.     | Piloto               | Copiloto           | Automóvil                  | Tiempo    | Diferencia | Puntos  |
| General  | General              | General            | General                    | General   | General    | General |
| -------- | -------------------- | ------------------ | -------------------------- | --------- | ---------- | ------- |
| 1.       | Jari-Matti Latvala   | Miikka Anttila     | Ford Fiesta RS WRC         | 3:18:28.3 | 0.0        | 25+1    |
| 2.       | Mikko Hirvonen       | Jarmo Lehtinen     | Citroën DS3 WRC            | 3:18:44.9 | +16.6      | 18      |
| 3.       | Mads Østberg         | Jonas Andersson    | Ford Fiesta RS WRC         | 3:19:07.1 | +38.8      | 15      |
| 4.       | Petter Solberg       | Chris Patterson    | Ford Fiesta RS WRC         | 3:19:42.6 | +1:14.3    | 12+2    |
| 5.       | Evgeny Novikov       | Denis Giraudet     | Ford Fiesta RS WRC         | 3:21:09.7 | +2:41.4    | 10      |
| 6.       | Sébastien Loeb       | Daniel Elena       | Citroën DS3 WRC            | 3:21:23.4 | +2:55.1    | 8+3     |
| 7.       | Henning Solberg      | Ilka Minor         | Ford Fiesta RS WRC         | 3:22:17.8 | +3:49.5    | 6       |
| 8.       | Patrik Sandell       | Staffan Parmander  | Mini John Cooper Works WRC | 3:23:37.2 | +5:08.9    | 4       |
| 9.       | Martin Prokop        | Zdeněk Hrůza       | Ford Fiesta RS WRC         | 3:23:58.3 | +5:30.0    | 2       |
| 10.      | Eyvind Brynildsen    | Cato Menkerud      | Ford Fiesta RS WRC         | 3:24:55.5 | +6:27.2    | 1       |
| SWRC     |                      |                    |                            |           |            |         |
| 1. (14.) | Per-Gunnar Andersson | Emil Axelsson      | Proton Satria Neo S2000    | 3:30:16.8 | 0.0        | 25      |
| 2. (16.) | Craig Breen          | Gareth Roberts     | Ford Fiesta S2000          | 3:31:52.6 | 1:35.8     | 18      |
| 3. (18.) | Pontus Tidemand      | Jørgen Nordhagen   | Škoda Fabia S2000          | 3:33:06.4 | 2:49.6     | 15      |
| 4. (23.) | Hayden Paddon        | John Kennard       | Škoda Fabia S2000          | 3:39:26.9 | 9:10.1     | 12      |
| 5. (24.) | Yazeed Al-Rajhi      | Michael Orr        | Ford Fiesta S2000          | 3:44:34.4 | 14:17.6    | 10      |
| 6. (34.) | Maciej Oleksowicz    | Andrzej Obrebowski | Ford Fiesta S2000          | 4:18:50.4 | 48:33.6    | 8       |
| 7. (37.) | Alister McRae        | Bill Hayes         | Proton Satria Neo S2000    | 4:31:02.1 | 1:00:45.3  | 6       |

### Powerstage
| Pos | Piloto             | Tiempo   | Diferencia | Velocidad media | Puntos |
| --- | ------------------ | -------- | ---------- | --------------- | ------ |
| 1   | Sébastien Loeb     | 2:58.702 | 0.000      | 93.88 km/h      | 3      |
| 2   | Petter Solberg     | 3:03.688 | +4.986     | 91.33 km/h      | 2      |
| 3   | Jari-Matti Latvala | 3:04.406 | +5.704     | 90.97 km/h      | 1      |

## Campeonato
- Así quedó el campeonato tras el Rally de Suecia:
- Loeb conservó el liderato, Hirvonen subió hasta la segunda posición, Latvala hasta la cuarta y Sordo cae hasta la sexta.

### Campeonato de Pilotos
| Pos | Piloto             | MON | SUE | MEX | POR | ARG | GRE | NZL | FIN | ALE | GBR | FRA | ITA | ESP | Pts |
| --- | ------------------ | --- | --- | --- | --- | --- | --- | --- | --- | --- | --- | --- | --- | --- | --- |
| 1   | Sébastien Loeb     | 1 1 | 6 1 |     |     |     |     |     |     |     |     |     |     |     | 39  |
| 2   | Mikko Hirvonen     | 4 2 | 2   |     |     |     |     |     |     |     |     |     |     |     | 32  |
| 3   | Petter Solberg     | 3   | 4 2 |     |     |     |     |     |     |     |     |     |     |     | 29  |
| 4   | Jari-Matti Latvala | Ret | 1 3 |     |     |     |     |     |     |     |     |     |     |     | 26  |
| 5   | Evgeny Novikov     | 5 3 | 5   |     |     |     |     |     |     |     |     |     |     |     | 21  |
| 6   | Dani Sordo         | 2   | Ret |     |     |     |     |     |     |     |     |     |     |     | 18  |
| 7   | Mads Østberg       |     | 3   |     |     |     |     |     |     |     |     |     |     |     | 15  |
| 8   | François Delecour  | 6   |     |     |     |     |     |     |     |     |     |     |     |     | 8   |
| 9   | Henning Solberg    | 13  | 7   |     |     |     |     |     |     |     |     |     |     |     | 6   |
| 10  | Pierre Campana     | 7   |     |     |     |     |     |     |     |     |     |     |     |     | 6   |
| 11  | Ott Tänak          | 8   | Ret |     |     |     |     |     |     |     |     |     |     |     | 4   |
| 12  | Patrik Sandell     |     | 8   |     |     |     |     |     |     |     |     |     |     |     | 4   |
| 13  | Martin Prokop      | 9   | 9   |     |     |     |     |     |     |     |     |     |     |     | 4   |
| 14  | Armindo Araújo     | 10  | 15  |     |     |     |     |     |     |     |     |     |     |     | 1   |
| 15  | Eyvind Brynildsen  |     | 10  |     |     |     |     |     |     |     |     |     |     |     | 1   |